# Revolução de 1934 (Espanha)
A Revolução de 1934 na Espanha foi um movimento grevista, revolucionário que ocorreu, entre 5 e 19 de outubro de 1934, durante o biênio radical-cedista da II República.
Os principais focos da rebelião foram na Catalunha e nas Astúrias, embora os acontecimentos mais graves acontecessem nesta última região.

## Contexto histórico
Após as eleições gerais de 1933, o Partido Republicano Radical formou um governo monocolor minoritário liderado por Alejandro Lerroux, e apoiado nas Cortes pela Confederação Espanhola de Direitas Autônomas (CEDA). Este último partido, de ideologia clerical conservadora e anti-republicana, ao ser o partido mais votado, tornar-se-ia a principal minoria da Câmara.
Em outubro de 1934, a CEDA retirou a sua confiança ao governo centrista dos radicais de Lerroux e exigiu participar no mesmo. O presidente da República, Niceto Alcalá-Zamora, apesar dos temores à doutrina de José María Gil-Robles sobre o acidentalismo das formas de governo, decidiu indicar a Lerroux que incluísse três ministros da CEDA no Gabinete.
Contudo, esta nomeação não foi aceite pelos partidos da esquerda, especialmente o PSOE, que esperavam uma convocatória antecipada de eleições gerais.
Nas eleições anteriores, o PSOE, com 1 627 472 votos obteve 58 cadeiras, enquanto os radicais, com 806 340 votos obtiveram 104 cadeiras, resultando que dos 8 535 200 votos emitidos, 3 365 700 foram para partidos da direita, 2 051 500 para partidos do centro e 3 118 000 para os partidos da esquerda. Esta diferença deveu-se à modificação da legislação eleitoral, realizada em 1933 com o apoio dos partidos então majoritários, entre eles o próprio PSOE.

## O desenvolvimento da greve geral
Em Madrid, a dia 5, a UGT declarou uma greve geral, que a CNT não apoiou. Os grevistas tentaram o assalto da Presidência do Governo e, após duas horas de tiros, o governo da República dominou a situação e encarcerou os sublevados.
Em Biscaia e Guipúscoa os nacionalistas bascos recusaram secundar a revolução, porém, a UGT declarou a greve geral e ocupou paramilitarmente as zonas mineiras e industriais, mantendo essa ocupação em algumas das zonas mineiras até o dia 12. A intervenção do Exército sufocou a revolução com um saldo de mais de 40 mortos, entre eles alguns dirigentes locais carlistas de Eibar e Mondragón, assassinados pela esquerda, e vários grevistas, mortos nos confrontos armados.
Em Aragão, Andaluzia e Estremadura, os camponeses, esgotados pelas greves que decorreram nos meses de março, abril e junho, não secundaram a greve.

### A proclamação do Estado Catalão
Em Barcelona, o governo da Generalitat da Catalunha presidido por Lluis Companys, de Esquerra Republicana de Catalunya (ERC), proclamou o Estado Catalão dentro de uma República Federal Espanhola, na noite de 6 a 7 de outubro.
| “ | Catalães: As forças monarquizantes e fascistas que de um tempo a esta parte pretendem atraiçoar a República conseguiram o seu objetivo e assaltaram o poder. Os partidos e os homens que fizeram públicas manifestações contra as minguadas liberdades da nossa terra, os núcleos políticos que predicam constantemente o ódio e a guerra à Catalunha, constituem hoje o suporte das atuais instituições (...). Nesta hora solene, em nome do povo e do parlamento, o governo que presido assume todas as faculdades do poder na Catalunha, proclama o Estado Catalão da República Federal Espanhola, e ao estabelecer e fortificar a relação com os dirigentes do protesto geral contra o fascismo, convida-os a estabelecer na Catalunha o governo provisório da República, que encontrará no nosso povo catalão o mais generoso impulso de fraternidade no comum anseio de edificar uma República Federal livre e magnífica. | ” |

Este fato provocou a proclamação do “estado de guerra” e a intervenção do Exército, mandado pelo general Domingo Batet, que dominou a situação após algumas lutas, nas quais faleceram umas 40 pessoas, a detenção de Companys e a fuga de Dencás, que marchou para França. A autonomia catalã foi suspendida pelo Governo Central e a Generalitat da Catalunha substituída por um Consell da Generalitat designado pelo Governo, no que participaram diferentes dirigentes da Lliga Regionalista de Catalunya e do Partido Republicano Radical. Também foi detido Manuel Azaña, que se encontrava casualmente em Barcelona para assistir aos funerais de Jaume Carner, que fora ministro do seu gabinete.

### A Revolução das Astúrias
Nas Astúrias a CNT mantinha uma postura mais proclive à formação de alianças operárias que em outras zonas da Espanha. Assim, esta organização e a UGT assinaram em março um pacto com a FSA, federação do PSOE nas Astúrias, fraguando a aliança operária plasmada na UHP surgida o mês anterior. À UHP unir-se-iam outras organizações operárias como o BOC, a Izquierda Comunista e finalmente o Partido Comunista da Espanha.
Os mineiros dispunham de armas e dinamita e a revolução estava bem organizada. Em Oviedo a República Socialista Asturiana foi proclamada e os postos da Guarda Civil foram atacados, bem como as igrejas, os municípios, etc., ficando aos três dias quase todas as Astúrias nas mãos dos mineiros, incluídas as fábricas de armas de Trubia e La Vega. Aos dez dias, cerca de 30 000 trabalhadores formam o Exército Vermelho. houve atos de pilhagem e violência não achacáveis à organização revolucionária. Mas a repressão foi dura. Desde o governo consideraram a revolta como uma guerra civil, ainda desconhecendo que os mineiros começavam a considerar em Mieres a possibilidade de uma marcha sobre Madrid.
O governo adotou uma série de medidas enérgicas. A pedido de Gil-Robles comunicando a Lerroux que não se fia do chefe de Estado Maior, general Masquelet, os generais Manuel Goded e Franco (que participara na repressão da greve geral de 1917 nas Astúrias) foram chamados para gerir a repressão da rebelião desde o Estado Maior em Madrid. Estes recomendaram trazer tropas da Legião e de Regulares de Marrocos. O governo aceitou a proposta e o radical Diego Hidalgo, ministro da Guerra, justificou formalmente o emprego destas forças mercenárias, no fato de lhe preocupar a alternativa de que novos recrutas peninsulares falecessem no confronto, pelo qual a solução adotada parecia moi aceitável.
Durante a revolução de 1934, a cidade de Oviedo ficou assolada em boa parte, resultaram incendiados, entre outros edifícios, o da Universidade, ou o teatro Campoamor. Também foi dinamitada a Câmara Santa na Catedral.
O general Eduardo López Ochoa, comandando as forças militares governamentais, marchou a apoiar as tropas sitiadas em Oviedo, bem como o coronel Juan Yagüe com os seus legionários e com apoio da aviação. Oviedo ficou "livre" pouco tempo despois, e logo Gijón. Tanto a "libertação" das Astúrias quanto a repressão posterior foram muito duras.
No restante da Espanha houve alguns incidentes reprimidos depressa pelas forças da ordem republicanas.
Estima-se que nos 15 dias de revolução houve em toda Espanha entre 1500 e 2000 mortos (embora alguns autores falem de 1000 ou de 4000), dos quais cerca de 320 eram guardas civis, soldados, guardas de assalto e carabineiros e cerca de 35 sacerdotes. Estima-se que em toda Espanha foram detidos e submetidos a juízo entre 15 000 e 30 000 pessoas que participaram na revolução. Os dados são difíceis de comprovar devido à forte censura que se aplicou sobre esta revolução.

## Considerações
A historiografia debateu muito sobre estes acontecimentos. Alguns autores assinalam a importância destes fatos na posterior Guerra Civil Espanhola de 1936.
Muitos autores, de diversas posturas políticas, dissertaram sobre outubro de 1934 e as suas consequências: como Ángel Palomino, Paul Preston, Manuel Tuñón de Lara, et cétera, movimentando-se desde as teses de um golpe marxista e separatista contra Espanha focalizado exclusivamente nas Astúrias e Catalunha, a uma reação espontânea das massas trabalhadoras e revolucionárias contra da iminente chegada ao poder do conservadorismo, representado na Confederação Espanhola de Direitas Autônomas (CEDA), liderada por José María Gil-Robles, ganhador por maioria simples nas eleições antecipadas de 1933.
Outras pessoas consideram absurdo definir como golpe os acontecimentos de 1934, pois, pelo menos nas Astúrias, não se tentou apoderar-se do Estado, senão derrocá-lo, como indicam os processos de comunismo libertário que decorreram em diversas localidades.